# Milichiella angolae
Milichiella angolae är en tvåvingeart som beskrevs av Irina Brake, 2009. Milichiella angolae ingår i släktet Milichiella och familjen sprickflugor. Inom Milichiella tillhör arten artgruppen Argentea.

## Utbredning
Holotypen är från Angola, vilket gett den dess vetenskapliga namn angolae.

## Utseende
Kroppslängden är 2,9 mm och vinglängden 2,9 mm. Kropp och huvud är svarta. Vingarna är genomskinliga med gula vener.